# Novi Farkašić
Novi Farkašić is een plaats in de gemeente Petrinja in de Kroatische provincie Sisak-Moslavina. De plaats telt 114 inwoners (2001).